# Maria Christina von Österreich-Teschen

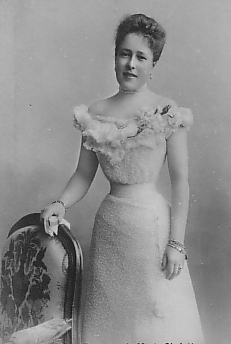
Maria Christina Prinzessin zu Salm-Salm

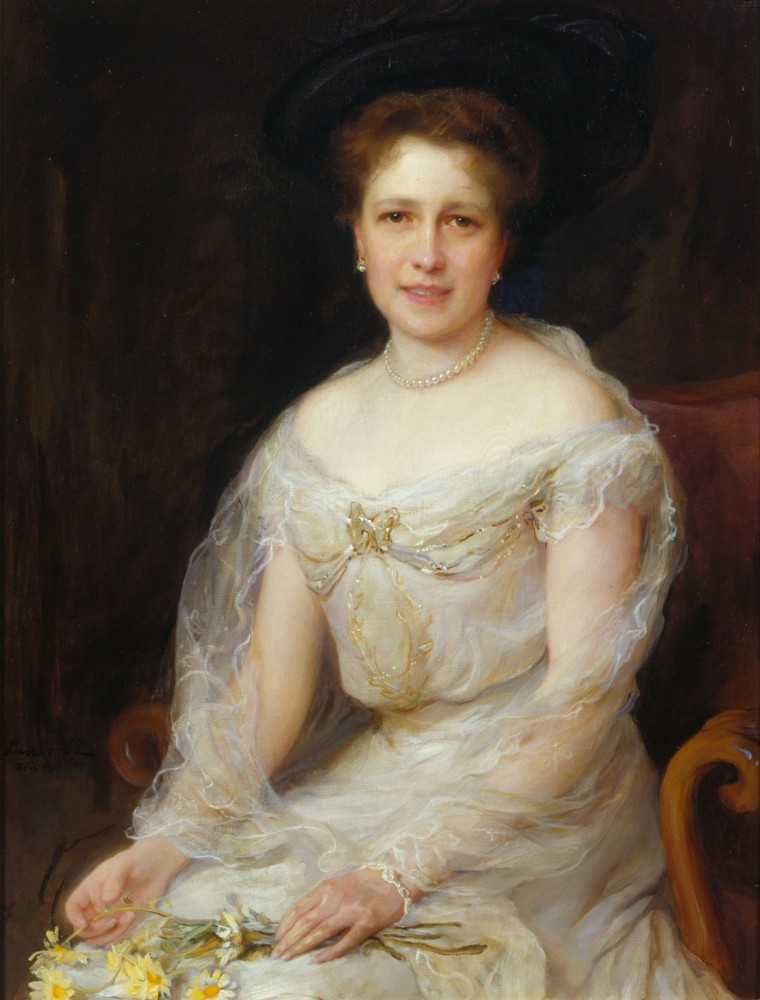
Maria Christina Prinzessin zu Salm-Salm, gemalt von Philip Alexius de László, 1902, Burg Anholt

Maria Christina Isabelle Natalie, Erzherzogin von Österreich (* 17. November 1879 in Krakau; † 6. August 1962 in Anholt) war eine Tochter von Erzherzog Friedrich Maria von Österreich, Herzog von Teschen und der Prinzessin Isabelle Hedwig Franziska von Croÿ.
Sie heiratete am 10. Mai 1902 in Wien den Erbprinzen Emanuel Alfred zu Salm-Salm (1871–1916), einen Sohn von Fürst Alfred XII. zu Salm-Salm und seiner Gattin Gräfin Rosa von Lützow.
Maria Christina wurde auf der fürstlichen Erbbegräbnisstätte in Anholt in Westfalen beigesetzt, in der fürstlich salm-salm’schen Gruftkapelle in der Bauerschaft Regniet.

## Nachkommen
- Isabelle Prinzessin zu Salm-Salm (1903–2009)
- Rosemary zu Salm-Salm (1904–2001)
- Nikolaus Leopold Heinrich Prinz zu Salm-Salm (1906–1988)
- Cäcilie Prinzessin zu Salm-Salm (1911–1991)
- Franz Prinz zu Salm-Salm (1912–1917)